# James Ward (Tennisspieler)
James Ward (* 9. Februar 1987 in London) ist ein britischer Tennisspieler aus England.

## Leben und Karriere

### 2006–2007: Anfänge
Sein Vater Jim ist Taxifahrer, seine Mutter heißt Tina. Er hat eine Schwester namens Lauren.
Ward begann im Alter von elf Jahren Tennis zu spielen. 2006 wurde er Profi. Im nächsten Jahr konnte er schon in zwei Future-Turnieren das Halbfinale erreichen und nahm an der Qualifikation für Wimbledon teil.

### 2008: ATP-Debüt
Im Juni 2008 konnte er sich in Londoner Queen’s Club zum ersten Mal für ein ATP-Turnier qualifizieren, verlor jedoch in der ersten Runde gegen Marat Safin trotz gewonnenen ersten Satzes. Direkt im Anschluss konnte er sich in Nottingham nochmals für ein ATP-Turnier qualifizieren. Doch auch dieses Mal war in der ersten Runde bereits Schluss. Im restlichen Jahr konnte er noch zwei Future-Turniere gewinnen und außerdem auch kleinere Erfolge auf der Challenger Tour verbuchen.

### 2009: Erste Challenger-Titel und Grand-Slam-Debüt
Im Mai 2009 konnte er aus der Qualifikation heraus das Challenger-Turnier in Sarasota gewinnen. Wie bereits 2008 konnte er sich wieder für das Turner in London qualifizieren und schied erneut in der ersten Runde aus. Beim darauffolgenden Turnier in Eastbourne errang er gegen Victor Crivoi, den er in zwei Sätzen schlug, schließlich seinen ersten Sieg auf der ATP World Tour. In Wimbledon trat er dank einer Wildcard zum ersten Mal im Hauptfeld eines Grand-Slam-Turniers an, verlor jedoch glatt in drei Sätzen gegen Fernando Verdasco in der ersten Runde.

### 2010–2011: Etablierung auf der Challenger Tour und erstes ATP Halbfinale
Das Jahr 2010 war ein mageres Jahr für Ward. Seine besten Ergebnisse auf der Challenger Tour waren ein Viertelfinale in Vancouver, und ein Halbfinale in Loughborough. Mit seinem Partner Jamie Baker konnte er aber die Doppelkonkurrenz bei dem Challenger-Turnier in Savannah gewinnen.
Am Anfang des Jahres 2011 war er in Sydney wieder für ein ATP-Turnier qualifiziert, schied dort aber glatt in zwei Sätzen gegen Florian Mayer aus. Bei den Qualifikationen zu den Grand Slams in Melbourne und Paris schied er jeweils in der ersten Runde aus. Bei dem Vorbereitungsturnier für Wimbledon im Londoner Queen’s Club feierte er seinen bislang größten Erfolg auf der ATP-Tour, als er bis ins Halbfinale einzog und auf dem Weg dorthin unter anderem Stanislas Wawrinka und Sam Querrey schlug. Im August des Jahres konnte er in Vancouver seinen zweiten Challenger-Titel gewinnen. Im Doppel konnte er 2011 zwei Challenger Finals erreichen.

## Erfolge
| Legende (Anzahl der Siege)  |
| Grand Slam                  |
| ATP World Tour Finals       |
| ATP World Tour Masters 1000 |
| ATP World Tour 500          |
| ATP World Tour 250          |
| ATP Challenger Tour (6)     |

### Einzel

#### Turniersiege
| Nr. | Datum            | Turnier   | Belag     | Finalgegner     | Ergebnis       |
| --- | ---------------- | --------- | --------- | --------------- | -------------- |
| 1.  | 11. Mai 2009     | Sarasota  | Sand      | Carsten Ball    | 7:64, 4:6, 6:3 |
| 2.  | 7. August 2011   | Vancouver | Hartplatz | Robby Ginepri   | 7:5, 6:4       |
| 3.  | 28. Juli 2013    | Lexington | Hartplatz | James Duckworth | 4:6, 6:3, 6:4  |
| 4.  | 25. Oktober 2015 | Bangalore | Hartplatz | Adrián Menéndez | 6:2, 7:5       |

### Doppel

#### Turniersiege
| Nr. | Datum          | Turnier   | Belag     | Partner        | Finalgegner                    | Ergebnis |
| --- | -------------- | --------- | --------- | -------------- | ------------------------------ | -------- |
| 1.  | 9. August 2008 | Neu-Delhi | Hartplatz | Joshua Goodall | Tasuku Iwami Hiroki Kondō      | 6:4, 6:1 |
| 2.  | 3. Mai 2010    | Savannah  | Sand      | Jamie Baker    | Bobby Reynolds Fritz Wolmarans | 6:3, 6:4 |